# Nazar Chepurny
Nazar Viacheslavovych Chepurny (en ucraniano: Назар Вячеславович Чепурний; Cherkasy, 3 de septiembre de 2002) es un deportista ucraniano que compite en gimnasia artística, especialista en la prueba de salto de potro.
Ganó una medalla de bronce en el Campeonato Mundial de Gimnasia Artística de 2023 y tres medallas en el Campeonato Europeo de Gimnasia Artística, en los años 2024 y 2025.
Participó en los Juegos Olímpicos de París 2024, ocupando el sexto lugar en la prueba de salto de potro.

## Palmarés internacional
| Campeonato Mundial | Campeonato Mundial | Campeonato Mundial | Campeonato Mundial   |
| Año                | Lugar              | Medalla            | Prueba               |
| ------------------ | ------------------ | ------------------ | -------------------- |
| 2023               | Amberes (Bélgica)  | Medalla de bronce  | Salto de potro       |
| Campeonato Europeo |                    |                    |                      |
| Año                | Lugar              | Medalla            | Prueba               |
| 2024               | Rímini (Italia)    | Medalla de oro     | Concurso por equipos |
| 2024               | Rímini (Italia)    | Medalla de bronce  | Salto de potro       |
| 2025               | Leipzig (Alemania) | Medalla de bronce  | Salto de potro       |